# Pipturus viridis
Pipturus viridis är en nässelväxtart som beskrevs av Erling Christophersen. Pipturus viridis ingår i släktet Pipturus och familjen nässelväxter. Inga underarter finns listade i Catalogue of Life.